# Sulfur de ferro(II)
El sulfur de ferro(II) (antigament sulfur ferrós), amb el nom IUPAC monosulfur de ferro, és un compost químic amb la fórmula FeS. El sulfur de ferro en pols és pirofòric.
Es pot obtenir mitjançant la reacció entre ferro i sofre.
S8(s) + 8 Fe(s) → 8 FeS(s)

## Minerals amb sulfur de ferro (II)
El FeS apareix en diverses formes diferents segons la seva estequiometria i propietats:
- Pirrotina, Fe1-xS, un mineral que és també el producte residual dels bacteris Desulfovibri. La pirrotita té ferrimagnetisme i cristal·litza en el sistema monoclínic.
- Troilita, FeS, que no té ferromagnetisme i cristal·litza en el sistema hexagonal.
- Mackinawita, Fe1+xS (sovint s'escriu com (Fe,Ni)9S₈), és la forma menys estable de sulfur de ferro, té una estructura en capes.
- Pirita, forma mineral del disulfur de ferro (II) (FeS₂) Un mineral relacionatés és la marcasita, polimorf de la pirita.
- Keilita, FeS, trobada recentment en un meteorit.[1]

## Biologia i bioquímica

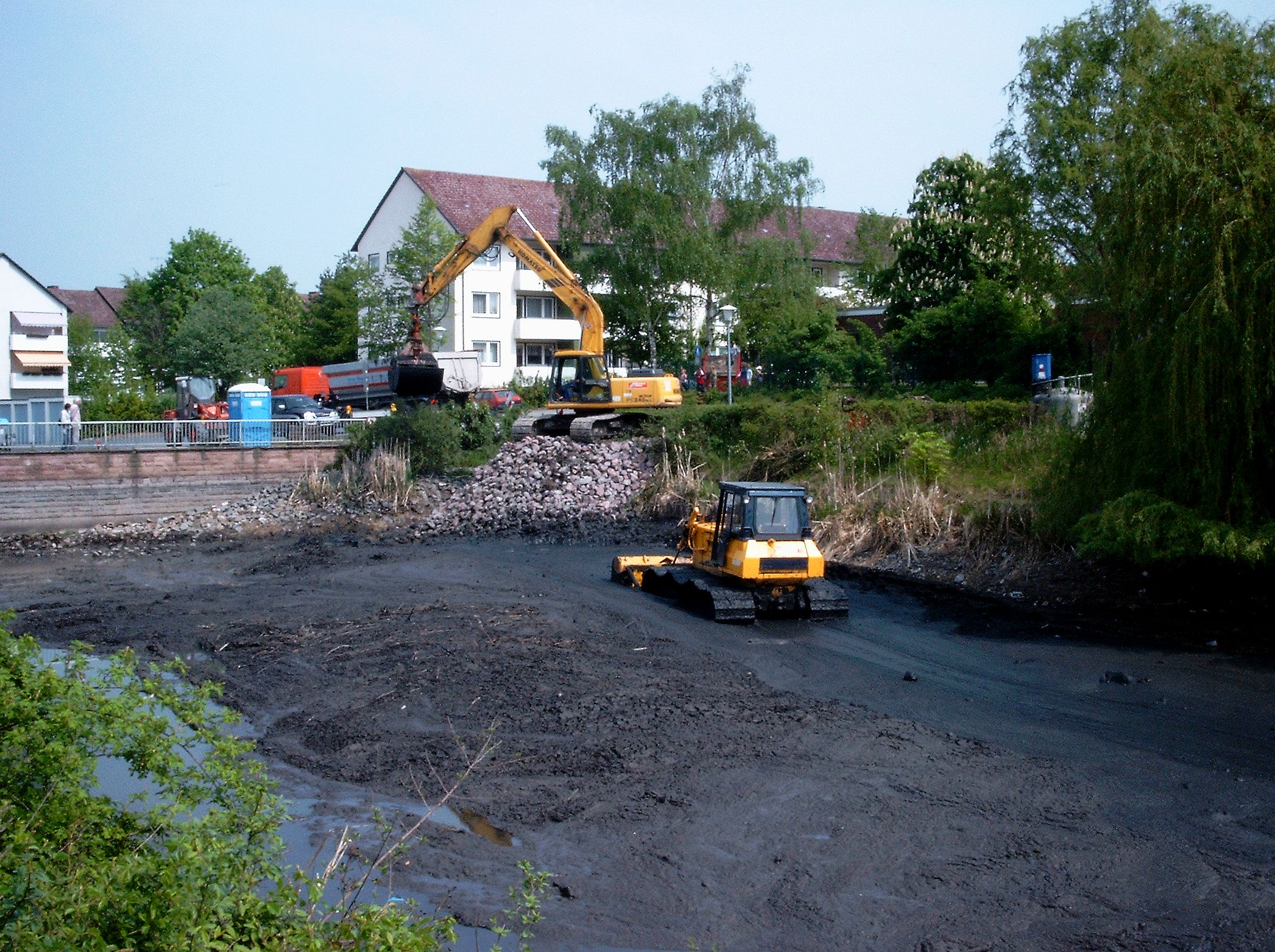
El color negre d'aquest dipòsit de residus orgànics és pel sulfur de ferro que conté

En ambients de poc oxigen, com ocorre en les zones pantanoses, la matèria orgànica s'oxida pels bacteris que redueixen el sulfat i es produeix sulfur d'hidrogen com a residu. Una part d'aques sulfur d'hidrogen podrà reaccionar amb els ions dels metalls dins l'aigua per a produir sulfurs metàl·lics els quals no són solubles en l'aigua. Aquests sulfurs, com és el cas del sulfur de ferro (II), soint són negres o marronosos donant el color al residu.
Quan es couen ous molt de temps la superfície del rovell de l'ou es pot tornar verda. Això és degut a la formació de sulfur de ferro (II) quan el ferro provinent de l'ou entra en contacte amb el sulfur d'hidrogen alliberat per la clara d'ou quan s'escalfa.
La presència de sulfur de ferro com un precipitat negre en un medi de creixement (peptona, ferro i agar) es pot utilitzar per a diferenciar entre microorganismes que produeixen l'enzim D-cisteïna desulfhidrasa i aquells que no ho fan. La degradació de la cisteïna allibera sulfur d'hidrogen que per reacció amb el citrat de ferro dona sulfur de ferro.